# Syngnathus floridae
Syngnathus floridae és una espècie de peix de la família dels singnàtids i de l'ordre dels singnatiformes.

## Morfologia
- Els mascles poden assolir 25 cm de longitud total.[1][2]

## Reproducció
És ovovivípar i el mascle transporta els ous en una bossa ventral, la qual es troba a sota de la cua.

## Hàbitat
És un peix marí de clima subtropical que viu fins als 22 m de fondària.

## Distribució geogràfica
Es troba des de Bermuda i Chesapeake Bay (Estats Units) fins a Panamà, incloent-hi el nord del Golf de Mèxic, les Bahames i l'oest del Carib.